# Муссоро
Муссоро (фр. Moussoro, араб. موسورو‎) — город в Республике Чад.
Город Муссоро расположен в центральной части Чада, в 300 километрах к северо-востоку от столицы страны, Нджамены, на шоссе в направлении на Фая-Ларжо. Важный транспортный центр, он является также административным центром региона Бахр-эль-Газаль. Население города постоянно увеличивается: если в 1993 году здесь проживали 11.185 человек, то в 2009 году — уже 16.349. Город лежит у русла вади, в районе относительно пышной растительности в этом, в целом крайне засушливом регионе. Население представлено различными племенными группами народа тубу — креда, дазза и др. Мэр города — Махамат Брагим (с ноября 2010 года).
Близ города находится аэропорт Муссоро.

## Климат
| Показатель                    | Янв. | Фев. | Март | Апр. | Май  | Июнь | Июль | Авг.  | Сен. | Окт. | Нояб. | Дек. | Год   |
| ----------------------------- | ---- | ---- | ---- | ---- | ---- | ---- | ---- | ----- | ---- | ---- | ----- | ---- | ----- |
| Средний суточный максимум, °C | 33,5 | 36,6 | 40,3 | 42,3 | 41,7 | 39,5 | 35,8 | 33,5  | 35,8 | 38,6 | 37,5  | 35,3 | 37,8  |
| Средняя температура, °C       | 24,3 | 26,9 | 30,9 | 33,8 | 34,0 | 32,6 | 30,1 | 28,3  | 29,7 | 30,6 | 28,3  | 25,9 | 29,6  |
| Средний суточный минимум, °C  | 15,2 | 17,3 | 21,6 | 25,3 | 26,4 | 25,8 | 24,5 | 23,2  | 23,6 | 22,6 | 19,2  | 16,5 | 21,8  |
| Норма осадков, мм             | 0,0  | 0,0  | 0,1  | 1,2  | 9,2  | 27,4 | 87,1 | 152,2 | 45,0 | 4,4  | 0,1   | 0,0  | 326,7 |
| Источник: Climate-Data.org,   |      |      |      |      |      |      |      |       |      |      |       |      |       |